# Sèrie 453 de Renfe
La sèrie 453 de Renfe és una sèrie conformada per 79 trens elèctrics de rodalia que entraran en servei a partir de 2025. Són composicions de dos pisos, el principal avantatge dels quals serà la seva gran capacitat de passatgers. És per això que aniran majoritàriament destinats als nuclis de Madrid i Barcelona per a substituir i completar a les sèries més antigues, especialment a les 450 i 451. La sèrie es divideix en dues subseries, una amb 4 cotxes i una altra amb 8 cotxes, i podrà circular a una velocitat màxima de 140 km/h per línies electrificades a 3 kVcc. La seva construcció va ser adjudicada en 2021 a Stadler Rail València. És una sèrie preval de la futura sèrie 452.
Els trens es fabriquen en les instal·lacions de l'empresa situada a Albuixec (València). En 2024 dues primeres unitats van començar les proves de validació. Una vegada superat aquest procés Stadler Rail València començarà a fabricar en sèrie la resta de trens. Es lliuraran dues unitats cada mes.

## Característiques
Els automotors d'aquesta sèrie estaran composts per dos tipus de cotxe: d'una banda, cotxes motors d'una planta de la família FLIRT, plenament accessibles amb pis baix continu, i per un altre, cotxes remolqui de dues plantes de la família KISS, de major capacitat. La combinació d'aquests dos tipus de cotxe permetrà crear diferents configuracions. Segons Stadler, les que operaran habitualment seran la T100, de 4 cotxes (Mc-R-R-Mc), i la T200, de 8 (Mc-R-R-M-M-R-R-Mc).
Tots els trens són plenament accessibles en els cotxes de pis únic, en els quals es reserven zones per a carrets de bebè, bicicletes i cadires de rodes. A més, disposen de wifi i endollis USB en tots els seients i d'un sistema de videovigilància per CCTV en tots els seus cotxes.